# Los Alvarados
Los Alvarados är en ort i Mexiko.   Den ligger i kommunen Panindícuaro och delstaten Michoacán de Ocampo, i den centrala delen av landet, 280 km väster om huvudstaden Mexico City. Los Alvarados ligger 1 777 meter över havet och antalet invånare är 271.
Terrängen runt Los Alvarados är lite kuperad. Runt Los Alvarados är det ganska tätbefolkat, med 70 invånare per kvadratkilometer. Närmaste större samhälle är Panindícuaro de la Reforma, 5,7 km söder om Los Alvarados. I omgivningarna runt Los Alvarados växer huvudsakligen savannskog.